# Црква Покрова Пресвете Богородице у Мирници
Црква Покрова Пресвете Богородице у Мирници, насељеном месту на територији општине Куршумлија, припада Епархији нишкој Српске православне цркве. Црква је обновљена 1997. године и посвећена је Покрову Пресвете Богородице.
Храм је подигнут на благој падини поред мирничког потока, зидана као једнобродна грађевина са основом уписаног крста, а на свом крову носи слепо шестоугаоно кубе. Грађевина је покривена црепом са кровом преломљених линија, у каскадном облику. Темељ је изливен од бетона, а зидови су озидани циглом, омалтерисана је споља и изнутра. Иконостас још није постављен као ни престо у олтарском делу. Под цркве је избетониран, док је свод обшивен ламперијом. Унутрашњост цркве није фрескописана. На прилазу цркви одмах са десне стране налази се звонара, направљена од металних шипки. На од прилике 500 метара од Цркве налази се једно црквиште за које се не зна коме је посвећено, мада народ верује да је посвећено Светој Тројици.